# Elsevier BIOBASE
Elsevier BIOBASE es una base de datos bibliográfica que cubre todos los temas relacionados con la investigación biológica en todo el mundo. Se estableció en la década de 1950 en formato impreso como Current Awareness in Biological Sciences . La cobertura temporal es desde 1994 hasta la actualidad. La base de datos tiene más de 4.1 millones de registros a diciembre de 2008. Más de 300 000 registros se agregan anualmente y el 84% contiene un resumen. Se actualiza semanalmente.